# ينس غوستافسون
ينس غوستافسون (بالسويدية: Jens Gustafsson)‏ (و. 1978  م) هو لاعب كرة قدم، ومدرب كرة قدم، من السويد، ولد في السويد، يلعب كمُدَافِع.